# Gregory Breit

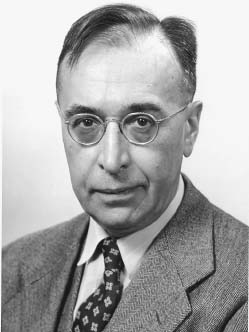
Gregory Breit

Gregory Breit (ur. 1899, zm. 1981) – amerykański fizyk, profesor uniwersytetów w Nowym Jorku, Wisconsin, Yale oraz Buffalo.
Razem z Eugene’em Wignerem sformułował on opis stanów rezonansowych cząstek (Wzór Breita-Wignera), a z Edward Condon po raz pierwszy opisał rozpraszanie protonów na protonach. Sformułował on także Równanie Breita.